# Władimir Makanin
Władimir Siemionowicz Makanin (ros. Владимир Семёнович Маканин; ur. 13 marca 1937 w Orsku, Rosyjska Federacyjna SRR, zm. 1 listopada 2017 w Krasnym koło Rostowa nad Donem) – rosyjski pisarz. Laureat rosyjskiej nagrody Bookera w 1993 roku za powieść Stół pokryty suknem i z karafką pośrodku, jeden z najważniejszych rosyjskich autorów przełomu XX i XXI wieku.

## Życiorys
W 1960 roku ukończył studia matematyczne na Uniwersytecie Moskiewskim; do końca lat 60. pracował jako wykładowca, jednocześnie uczęszczając na kursy dla reżyserów i scenarzystów, organizowane przez Wszechzwiązkowy Państwowy Instytut Kinematografii. Zadebiutował powieścią Linia prosta w 1965 roku, w której przedstawił dwóch absolwentów wyższej uczelni: materialistę, zainteresowanego osiągnięciem namacalnych korzyści, i idealistę, rozumiejącego potrzebę wartości duchowo-etycznych. Wydrukowało ją pismo „Moskwa”. W tym samym czasopiśmie opublikował także swoją opowieść Bez ojca w 1971 roku, w której na przykładzie byłych „bezdomnych dzieci” ukazał nieprzemijającą wartość dobra doznanego w dzieciństwie otoczonym miłością. Oba te utwory spotkały się z pozytywną reakcją rosyjskiej krytyki.
Od początku lat 70. Makanin publikował prawie co roku, przeważnie były to zbiory opowiadań i mikropowieści, zawierające wcześniejsze i nowe utwory. W 1982 w prowincjonalnym piśmie „Siewier” opublikował kontrowersyjną opowieść pt. Zwiastun, która przyniosła mu sporą popularność. Bohaterem utworu jest znachor leczący ludzkie ciała, a przede wszystkim dusze, który przypomina tradycyjnych prawosławnych jurodiwych. Do najważniejszych utworów tego okresu należą: Kluczariow i Alimuszkin (1977), Duchówka (1979), Głosy (1980), Błękitne i czerwone (1981), Człowiek „świty” (1982), Antylider (1983), Obywatel uciekający (1984), Gdzie niebo łączyło się z górami (1984).
W okresie pieriestrojki ukazały się trzy ważne utwory (wszystkie w 1987 roku w centralnych czasopismach): opowieści Strata, Nienadążający oraz powieść On i ona.
Szczyt popularności Makanina przypada na lata 90. XX wieku, kiedy powstały mikropowieści Właz (1991; w 1992 roku nominowana do pierwszej edycji rosyjskiej nagrody Bookera), Stół pokryty suknem i z karafką pośrodku (1993), opowiadanie Jeniec kaukaski (1994; utwór w 2008 roku został sfilmowany przez Aleksieja Uczitiela, a ekranizacja nagrodzona za najlepszą reżyserię na 43. Międzynarodowym Festiwalu Filmowym w Karlowych Warach), a przede wszystkim słynna powieść Underground czyli Bohater naszych czasów (1998) – opus vitae pisarza.
Najnowsza twórczość Makanina wzbudza szereg kontrowersji. Np. powieść o wojnie w Czeczenii Asan (2008) otrzymała zarówno prestiżową nagrodę „Wielka Książka” (ros. „Большая книга”) jako najlepsza książka roku, jak i antynagrodę „NacWorst” (ros. „НацWorst”) jako książka najgorsza. Spory wywołała też skandalizująca powieść Strach (2007; składające się na nią części publikowane były wcześniej w miesięczniku „Nowyj Mir” jako opowiadania i mikropowieści z cyklu Księżyc wysoki na niebie (ros. Высокая-высокая луна; 2001-2006).
W 2011 roku w czasopiśmie „Nowyj Mir” ukazała się powieść Makanina Dwie siostry i Kandinski.
W 2010 roku Makanin odwiedził Polskę; w dniach 16-17 marca był gościem Instytutu Filologii Wschodniosłowiańskiej Uniwersytetu Jagiellońskiego.
W języku polskim ukazał się zbiór opowiadań i opowieści Makanina pt. Antylider (1989) oraz powieść Asan (2009), a także kilka pojedynczych utworów (większość we fragmentach).

## Cechy twórczości
Na dorobek Makanina składa się przede wszystkim proza (opowiadania, mikropowieści, powieści), jest też autorem esejów literackich. Znaczna część twórczości ma podłoże autobiograficzne. Pisze w nurcie realizmu, choć nie obce są mu elementy poetyki surrealizmu oraz postmodernizmu. Bohaterowie jego dzieł to głównie inteligenci, którzy podobnie jak sam pisarz przybyli z prowincji do stolicy (wśród postaci pojawiających się w większej liczbie tekstów są: matematyk Kluczariow oraz pisarz Igor Pietrowicz). Stale powtarzające się motywy-symbole w utworach Makanina to m.in.: osada, barak, tunel, podziemie, tłum, stado, chór, rój, mrowisko, góry, zmrok, a także metafory błyskawicy i rzeki. Na poetykę i ideę twórczości pisarza znaczący wpływ ma zarówno filozofia (Heraklit z Efezu, Martin Heidegger, Friedrich Nietzsche), jak i mitologia oraz literatura klasyczna (przede wszystkim Fiodor Dostojewski, Anton Czechow, Thomas Mann).

## Wybrana twórczość

### Powieści
- 1978 – Portriet i wokrug (ros. Портрет и вокруг)
- 1982 – Zwiastun (ros. Предтеча)
- 1987 – On i ona (ros. Один и одна)
- 1998 – Underground czyli Bohater naszych czasów (ros. Андеграунд, или Герой нашего времени)
- 2007 – Strach (ros. Испуг)
- 2008 – Asan (ros. Асан)
- 2011 – Dwie siostry i Kandinski (ros. Две сестры и Кандинский)

### Nowele
- 1965 – Linia prosta (ros. Прямая линия)
- 1971 – Bez ojca (ros. Безотцовщина), Sołdat i sołdatka (ros. Солдат и солдатка)
- 1974 – Powiest' o starom posiełkie (ros. Повесть о старом поселке), Waleczka Czekina (ros. Валечка Чекина)
- 1975 – Staryje knigi (ros. Старые книги), Pogonia (ros. Погоня)
- 1976 – Na pierwom dychanii (ros. На первом дыхании)
- 1979 – Otduszyna (ros. Отдушина), Wartki nurt rzeki (ros. Река с быстрым течением)
- 1980 – Antylider (ros. Антилидер)
- 1982 – Głosy (ros. Голоса), Błękitne i czerwone (ros. Голубое и красное)
- 1984 – Tam, gdzie niebo łączy się z górami (ros. Где сходилось небо с холмами)
- 1987 – Strata (ros. Утрата), Nienadążający (ros. Отставший)
- 1988 – Kwazi (ros. Квази)
- 1992 – Siużet usriednienija (ros. Сюжет усреднения)
- 1993 – Stół pokryty suknem i z karafką pośrodku (ros. Стол, покрытый сукном и с графином посередине)
- 1999 – Za czertoj miłosierdija (Dołog nasz put') (ros. За чертой милосердия (Долог наш путь))
- 2004 – Siur w proletarskom rajonie (ros. Сюр в пролетарском районе)

### Opowiadania
- 1974 – Pojtie im stoja (ros. Пойте им стоя), Straż (ros. Страж)
- 1975 – Na zimniej dorogie (ros. На зимней дороге)
- 1977 – Kluczariow i Alimuszkin (ros. Ключарёв и Алимушкин)
- 1979 – Duchówka (ros. Отдушина)
- 1982 – Człowiek „świty” (ros. Человек свиты)
- 1984 – Obywatel uciekający (ros. Гражданин убегающий)
- 1991 – Właz (ros. Лаз)
- 1994 – Jeniec kaukaski (ros. Кавказский пленный)
- 2000 – Bukwa „A” (ros. Буква „А“), Udawszyjsia rasskaz o lubwi (ros. Удавшийся рассказ о любви)